# Stenodemini
Los estenodeminos, Stenodemini, son una tribu de hemípteros heterópteros de la familia Miridae.

## Géneros
- Acetropis
- Acomocera
- Actinocoris
- Asteliamiris
- Autumnimiris
- Caracoris
- Chaetedus
- Chaetofoveolocoris
- Chaetomiris
- Collaria
- Dolichomiris
- Ebutius
- Eurymiris
- Kuscheliana
- Lasiomiris
- Leptopterna
- Litomiris
- Megaloceroea
- Mimoceps
- Myrmecoris
- Nabidomiris
- Neotropicomiris
- Nepalocoris
- Notostira
- Notostiropsis
- Ophthalmomiris
- Opisthochasis
- Penacoris
- Pithanus
- Porpomiris
- Schoutedenomiris
- Stenodema
- Teratocoris
- Trigonotyliscus
- Trigonotylus